# The Republia Times
The Republia Times — бесплатная браузерная инди-игра, созданная Лукасом Поупом и выпущенная в апреле 2012 года. Игрок берёт на себя роль редактора газеты, разрывающегося между личным противостоянием правительству и угрозами жизни его семьи, если редактор не вызовет лояльности у населения.

## Игровой процесс
Игрок берёт на себя роль редактора новостей газеты «The Republia Times», ведущей газеты в вымышленной авторитарной стране Республии (которая также позже появляется в другой игре Поупа Papers, Please). Игрок определяет, какие истории будут включены в ежедневной выпуск «The Republia Times», и какую известность получает каждая история. Игрок должен сбалансировать публикацию провластных историй, чтобы убедить скептически настроенную публику поддержать репрессивное правительство, а также публиковать популярные сплетни, чтобы увеличить читательскую аудиторию. Игрок должен тщательно выбирать, какие истории публиковать, так как правительство держит семью редактора в заложниках.

## Разработка
The Republia Times была разработана Лукасом Поупом в качестве проекта для фестиваля Ludum Dare 23, который состоялся 20—23 апреля 2012 года. Это была первая Flash-игра Поупа, и он назвал отладку «кошмаром».

## Реакция и награды
Издание Rock, Paper, Shotgun называло The Republia Times «простой и не особенно бросающей вызов (поскольку в ней надо делать только то, что вам приказано), но она (The Republia Times) остра и обязательна к ознакомлению независимо от этого». Патрисия Эрнандес из Kotaku сравнила The Republia Times с «чем-то из книги Джорджа Оруэлла „1984“» и высказала идею, что «несмотря на то, что это очень простая игра, The Republia Times провокационна, особенно когда вы добираетесь до сюжетного поворота». Сайт Gamasutra упомянул The Republia Times в своём списке лучших инди-игр.
The Republia Times была номинирована в двух категориях на премию Games for Change Awards 2013 — «Лучший игровой процесс» и «Наиболее влиятельный разработчик».